# شبق (قرية)
شبق قرية في ناحية قرى مركز تلكلخ التابعة لمنطقة تلكلخ في محافظة حمص. تقع غرب مدينة حمص.